# Mezinárodní letiště Su-nan Šuo-fang
Mezinárodní letiště Su-nan Šuo-fang (čínsky v českém přepisu Su-nan Šuo-fang kuo-ťi ťi-čchang, pchin-jinem Sūnán Shuòfàng Guójì Jīchǎng, znaky zjednodušené 苏南硕放国际机场, tradiční 苏南碩放國際機場, IATA: WUX, ICAO: ZSWX) je mezinárodní letiště u Wu-si v provincii Ťiang-su v Čínské lidové republice. Leží ve vzdálenosti přibližně dvanácti kilometrů jihovýchodně od centra Wu-si. Kromě toho slouží i Su-čou vzdálenému od letiště přibližně dvaadvacet kilometrů jihovýchodně a částečně i Šanghaji vzdálené zhruba sto kilometrů východně.
Letiště vzniklo původně v roce 1955 jako vojenská letecká základna. Civilním letům začalo sloužit od roku 2004.
Letiště Su-nan Šuo-fang je druhé největší letiště v provincii Ťiang-su po mezinárodním letišti Nanking Lu-kchou a kromě něj je jediné další ziskové. Letiště má v současné době dva terminály, 23 nástupních bran (terminál T1 brány 1-12, terminál T2 brány 13-23), 26 parkovacích míst (nová parkovací místa jsou v současné době ve výstavbě) a letová dráha je dlouhá 3200 metrů. letová plocha letiště je 4E.
V květnu 2023 byla oficiálně zahájena budova letištní nákladní stanice a část podpůrného projektu pojezdové dráhy druhé dráhy, což také znamenalo oficiální zahájení expanze letiště.
14. prosince 2024 roční propustnost cestujících na letišti Šuo-fang poprvé přesáhla 10 milionů a stalo se tak druhým letištěm v provincii Ťiang-su s roční propustností více než 10 milionů cestujících. Letiště Šuo-fang také plánuje postavit novou druhou ranvej a rozšířit první přistávací dráhu, nový terminál T3, komplexní dopravní uzel a další stavby, které byly schváleny Úřadem pro civilní letectví Číny.